# Helligpeder
Helligpeder is een Deens gehucht met vissershuisjes, rokerijen en een haventje dat in de luwte van Helligpeder Odde lag. Het ligt aan de westkust van Bornholm, circa drie kilometer ten noorden van Hasle, op een smalle kuststrook grenzend aan een steile helling die uit gneis bestaat.

## Geschiedenis
De plaatsnaam Helligpeder wordt voor het eerst genoemd in 1570. Vermoedelijk is de naam afkomstig van een heilige bron of van een inmiddels verdwenen bautasteen (een soort monoliet) in het gebied. Er werd vanuit Helligpeder in vroeger tijden eenvoudige visserij bedreven en vóór 1870 was er voor het vissersdorp een kleine en eenvoudige pier om de vissersboten te beschermen. Aan het einde van de jaren 1860 kwam de Deense regering met subsidies voor de aanleg van havens en in 1870 werd met de aanbouw van de moderne haven begonnen. In het midden van de jaren 1950 telde Helligpeder nog zes kotters, maar in de loop van de jaren 1970 vertrokken deze naar Hasle en Teglkås.
Helligpeder telt vier voormalige rokerijen, waarvan de oudste, Peter Finnes røgeri, tevens de oudste van Bornholm is; deze rokerij werd gebouwd in de jaren 1880.

## Haven

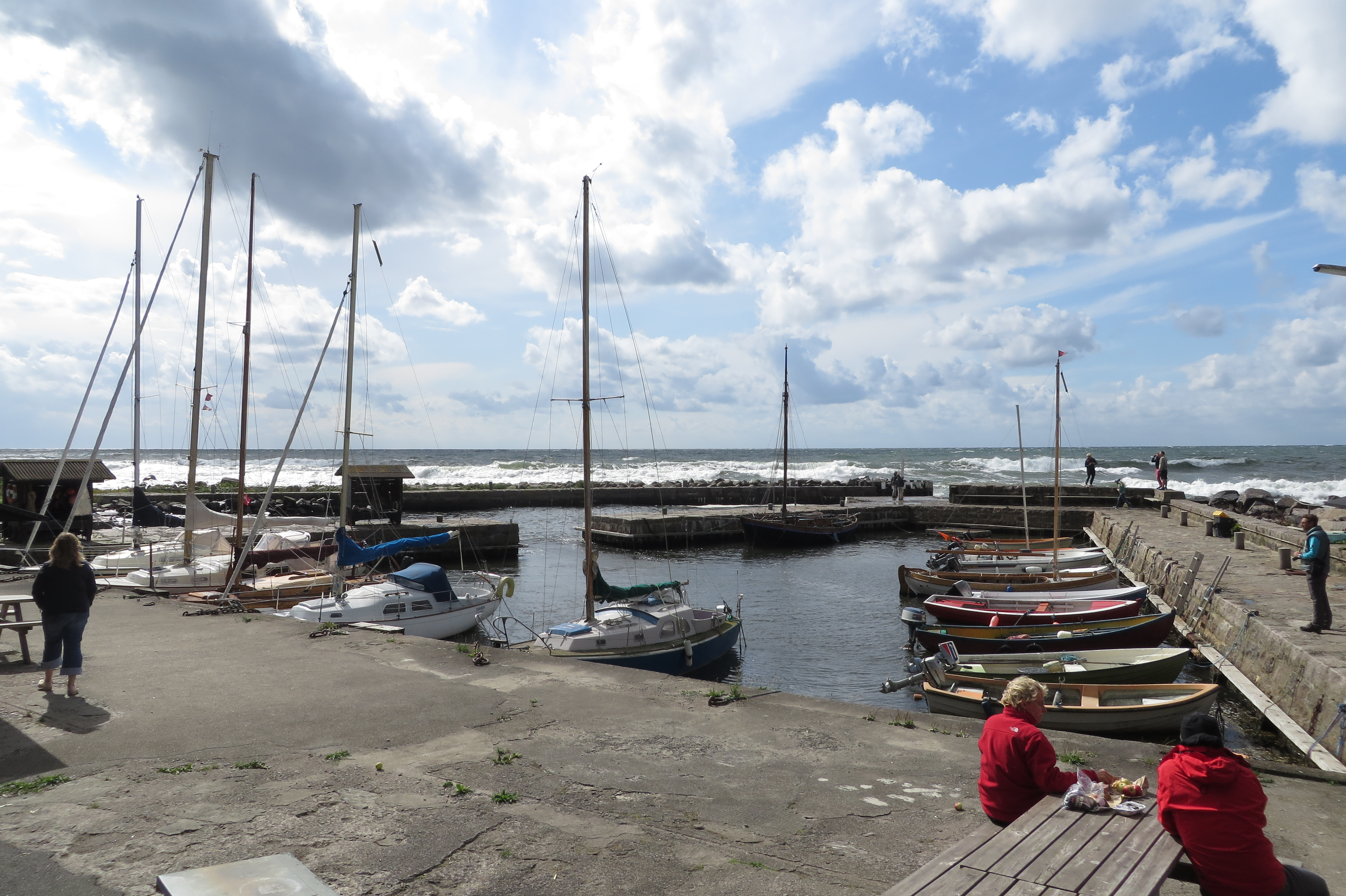
De haven van Helligpeder

Deze haven werd in 1847 aangelegd en bestaat tegenwoordig uit een buiten- en binnenhaven, waarvan laatstgenoemde vaste ligplaatsen kent. De circa 35 ligplaatsen worden door een private vereniging geëxploiteerd en Helligpeder is anno 2016 de thuishaven van acht tot tien sloepen en vier tot vijf zeilschepen. Er is geen vuurtoren of verlichting aanwezig.
Steden: Aakirkeby · Allinge-Sandvig · Hasle · Nexø · Rønne

Dorpen: Aarsdale · Balka · Gudhjem · Klemensker · Listed · Lobbæk · Nyker · Nylars · Østerlars · Østemarie · Pedersker · Snogebæk · Sorthat-Muleby · Svaneke · Tejn · Vestermarie

Buurtschappen: Arnager · Årsballe · Boderne · Bodilsker · Bølshavn · Dueodde · Helligpeder · Ibsker · Knudsker · Melsted · Olsker · Poulsker · Rø · Rutsker · Sandkås · Smørenge · Stenseby · Teglkås · Vang

Omgeving op en nabij Bornholm: Almindingen · Christiansø · Døndalen · Ekkodalen · Ertholmene · Frederiksø · Gryet · Hammeren · Paradisbakkerne · Rytterknægten · Stammershalle · Troldeskoven